# Jaime Nadal Acero
Jaime Nadal Acero (Lérida, 1793 - Astorga, 1848) fue un compositor y maestro de capilla español.

## Vida
Jaime Nadal Acero nació en Lérida en 1793. Su formación musical fue en el Real Monasterio de Montserrat, donde ingresó a los nueve años. Permaneció bajo el magisterio del padre Viñals en Montserrat entre 1802 y 1807, estudiando órgano. Posteriormente consiguió brevemente un cargo de organista en el convento de Carmelitas Descalzas en Lérida.
En 1807 se desplazó a Madrid como organista de la iglesia de San Martín. Allí vivió la invasión francesa y el gobierno de José Bonaparte, por lo que se quedó sin plaza y tuvo que sobrevivir dando clases de música. Al mismo tiempo estudió contrapunto, lo que mejoró la calidad técnica de sus composiciones. Durante estos años debió regresar a Lérida durante algún tiempo, ya que sustituyó al maestro de la Catedral, Antonio Sambola, en una ausencia, dando clases de solfeo a Alejo Mercé de Fondevila, que posteriormente también sería maestro de capilla de la Catedral de Lérida. En 1813 opositó a la plaza de maestro de teatros de Madrid, siendo nombrado maestro supernumerario en 1823. En 1829 fue nombrado director de la compañía de ópera de Valladolid.
En 1830 se presentó a las oposiciones al magisterio de la Real Capilla de Madrid, que sería evaluada por Francisco Javier Gibert, maestro de capilla del Monasterio de las Descalzas Reales, junto con Alfonso Lidón, organista de la Capilla Real, y Lorenzo Nielfa, maestro de capilla de la Real Encarnación de Madrid. La importancia de las oposiciones viene dada por el numeroso y acreditado elenco de pretendientes al cargo que se presentaron:
- Francisco Olivares, presbítero organista de la Catedral de Salamanca;
- Francisco Andreví, presbítero maestro electo de la de Sevilla;
- Antonio Ibáñez, presbítero, maestro de la del Pilar de Zaragoza;
- Hilarión Eslava, subdiácono, maestro de la del Burgo de Osma;
- Indalecio Soriano Fuertes, secular, maestro de la de Murcia;
- Antonio Pablo Honrubia, secular, de la de Guadix;
- Ramón Carnicer, maestro y director de la ópera italiana en los teatros de la corte;
- Román Jiaieno, organista de la Real iglesia de San Isidro de Madrid;
- Alejo Mercé, profesor de música;
- Tomás Genovés, profesor de música;
- Jaime Nadal, profesor de música.

En 1829 Román Jimeno e Ibáñez dejó el magisterio de la Catedral de Palencia para ocupar el mismo cargo en la Colegiata de San Isidro de Madrid. El cabildo puso los edictos para sustituirlo en 1830, a la que se presentaron dos candidatos: Jaime Nadal y Cesáreo Bustillo, de los que Nadal fue elegido el 3 de diciembre de 1830. Fue el último maestro de capilla de la Catedral en el sentido tradicional y tras su marcha en 1834 se decidió no contratar a un maestro debido a problemas económicos que arrastraban desde la Guerra de la Independencia, lo que se mantuvo hasta 1853, cuando se nombró a Evaristo García Torres.
En noviembre de 1833 solicitó permiso para presentarse a las oposiciones al magisterio de la Catedral de Astorga. Consiguió una censura óptima del maestro Manuel Doyagüe y en 1834 tomó posesión del cargo. En Astorga también pasó muchas dificultades, ya que las catedrales pasaban quizás el pero momento económico de su historia en las décadas de 1830 y 40. Permanecería en el cargo hasta su fallecimiento en 1848.

## Obra
De Nadal se conservan 59 composiciones en el archivo musical de la Catedral de Astorga, aparte de las que se conservan en Palencia. Se conservan principalmente villancicos, pero también recitados, arias y otras composiciones religiosas.
A pesar de tener que ejercer sus cargos en penuria, Nadal mantuvo un estilo grandilocuente, típica del momento. Puso el foco en composiciones de gran formato orquestal, como el Oficio de Difuntos del duque de Osuna, pero también presenta otras obras más modestas, acordes a las posibilidades de sus capillas de música.
Posee varias obras que fueron de importancia en su momento, entre las que destaca una Misa y Te Deum para la jura de banderas en San Jerónimo, que Saldoni describe de la siguiente manera:

Es asimismo autor de la Misa y Te Deum de la fiesta más grandiosa que se hizo en Madrid en 1832, con motivo de la bendición de banderas y estandartes de todo el ejercito español, que regaló la reina Cristina al ejército. También escribió el oficio de difuntos para el funeral del duque de Osuna, que tuvo lugar en la iglesia de Santo Tomás de Madrid, en año 1845, desempeñado por 180 profesores.

También destaca su Himno de vísperas a Santiago Apostol, que se enmarca dentro de las composiciones para las fiestas religiosas, de sencillo lenguaje musical, un allegro moderato con estilo acordal y métrica ternaria. Fue escrita para doble coro, de la cual el segundo es una duplicación del primero, y violines, trompas y órgano.